# Pyrota deceptiva
Pyrota deceptiva är en skalbaggsart som beskrevs av Nils Sten Edvard Selander 1963. Pyrota deceptiva ingår i släktet Pyrota och familjen oljebaggar. Inga underarter finns listade i Catalogue of Life.